# Blountsville (Indiana)
Blountsville é uma cidade  localizada no estado americano de Indiana, no Condado de Henry.

## Demografia
Segundo o censo americano de 2000, a sua população era de 166 habitantes. Em 2006, foi estimada uma população de 158, um decréscimo de 8 (-4.8%).

## Geografia
De acordo com o United States Census Bureau, a localidade tem uma área de 0,3 km².

## Localidades na vizinhança
O diagrama seguinte representa as localidades num raio de 16 km ao redor de Blountsville. 